# Lac du Miage
Ne doit pas être confondu avec Lac du Jardin du Miage.
Le lac du Miage se trouve dans la commune valdôtaine de Courmayeur à 2 020 mètres d'altitude au pied du massif du Mont-Blanc dans le val Vény.
Il est alimenté par le glacier du même nom.

## Le détachement de glace
Depuis plus de deux siècles l'on peut observer un phénomène spectaculaire lié aux détachements de glace de la falaise à contact avec le lac.

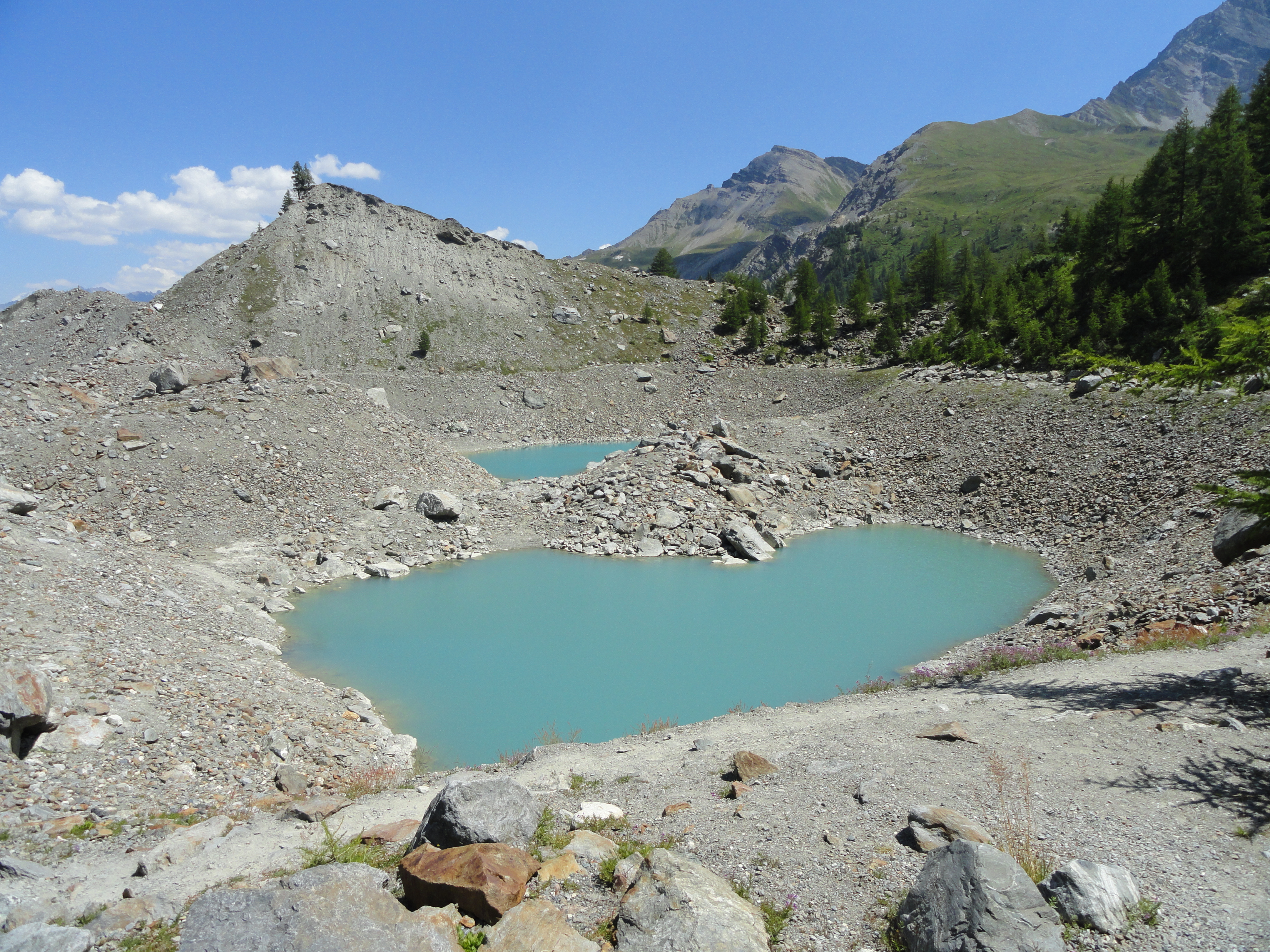
Le lac du Miage en 2012 : jusqu'à il y a peu longtemps toute la zone était recouverte d'eau.

À partir de la fin du XIXe siècle, le lac du Miage a été intéressé également par des diminutions accélérées et subites du niveau de l'eau étudiées par Deline et autres (2004),.

## Situation actuelle
Le niveau de l'eau continue de diminuer de façon progressive suivant la tendance des lacs du massif du Mont-Blanc.

## Accès
L'accès au lac se fait en quelques minutes de marche empruntant un sentier près de la route carrossable du val Vény.